# Върлино
Върлино е село в Южна България. То се намира в община Неделино, област Смолян.

## География
Село Върлино се намира в планински район. Върлино е шестото по големина село след Гърнати, Средец, Кундево, Кочани и Изгрев.

## Редовните събития
Те са събора на село Върлино. В който събор се състои и борба за „коча“. Друго събитие е и корбана на селото.